# Bulbophyllum oobulbum
Bulbophyllum oobulbum là một loài phong lan thuộc chi Bulbophyllum.